# P/2012 S2 (La Sagra)
P/2012 S2 (La Sagra) — одна з короткоперіодичних комет сім'ї Юпітера. Ця комета була відкрита 23 вересня 2012 року; вона мала 18.0m на час відкриття.